# Міжнародний союз залізниць
Міжнародний союз залізниць (UIC) (фр. Union internationale des chemins de fer) — всесвітня асоціація торговельно-економічного співробітництва між основними суб'єктами міжнародного залізничного сектора. Основний акцент організація робить на таких питаннях, як лібералізація і глобалізація світового залізничного сектора, а також розв'язання проблем, пов'язаних із всією залізничною галуззю. 

## Історія
Організація заснована 17 жовтня 1922 в Парижі, Франція, а штаб-квартира знаходиться за адресою: вулиця Жана Рея, 16. Спочатку організація складалася з 51 члена з 21 держави, а на 2020 рік налічує більш ніж 200 членів і поділяються на три категорії: активні, асоційовані та афілійовані члени.
Після завершення Першої світової війни й підписання Тріанонського договору, який ознаменував розпад Австро-Угорщини та появу великої кількості нових держав, які здобули незалежність — утворені й нові залізничні компанії. 23 листопада 1921 року відбулася міжнародна конференція в Порторосе, Італія. Вході цієї зустрічі виникла ідея про необхідність створення єдиної організації присвяченій залізничної галузі спрямованої на поліпшення умов міжнародної співпраці, поліпшення торговельних відносин і в цілому полегшення роботи відповідної галузі.
Слідом за цією зустріччю відбулася ще одна — у Женеві 3 травня 1922 року, а згодом ще одна — у Парижі 17 жовтня 1922 року, в ході якої, організація була офіційно створена. Одночасно після створення союзу в нього увійшов 51 член з 29 країн, включаючи Японію, Китай, СРСР, а також країни Близького Сходу і Північної Африки.
У ході цих зустрічей, також, були встановлені основні правила й принципи роботи полегшують перевезення пасажирів, багажу і товарів між залізничними мережами новоствореного союзу. На тій же зустрічі ці угоди були підписані й ратифіковані.
У 13-ти статтях цих угод відзначені важливі нововведення для полегшення та поліпшення безпеки міжнародних перевезень: використання однієї прикордонної станції на кожному державному кордоні, дозвіл на перетин кордонів вантажними поїздами, в тому числі в нічний час, можливість прямого міжнародного сполучення, а також загальний митний контроль пасажирів, що перебувають на борту.

## Місія та цілі
Головна мета UIC полягає в сприянні просуванню й розвитку залізничного транспорту у світі. Крім того, цілями діяльності організації є:
- сприяння поширенню передового досвіду в галузі залізничного транспорту;
- надання підтримки членам союзу в їх прагненні розвивати нові ідеї в галузі залізничного транспорту;
- сприяння технологічного розвитку галузі;
- стандартизація та уніфікація в галузі залізничного транспорту;
- розвиток центрів компетенцій в області безпеки, розвитку електронних технологій тощо.

Крім того, одним з напрямків діяльності Міжнародного союзу залізниць є впровадження єдиної термінології в галузі залізничного транспорту. В результаті багаторічної роботи компанії був створений тримовний тезаурус залізничних термінів, який був опублікований у 1995 році. Організація також розробила список стандартних вимог стосовно контейнерних перевезень і перевезень інших вантажів залізничним транспортом, а також розроблені системи класифікації для різних видів залізничного транспорту.
Організація працює над розвитком євроазіатських транспортних коридорів, для чого розроблено єдині технічні стандарти залізниць. Загальні норми та правила сприяють швидкій і безперешкодній роботі національних залізниць в різних сферах. UIC активно співпрацює з іншими об'єднаннями залізничної галузі в тому числі зі Співтовариством європейських залізниць та інфраструктурних компаній.

## Структура
Міжнародний союз залізниць об'єднує різні компанії залізничної галузі. До організації входять оператори залізниць, компанії, які здійснюють обслуговування залізничних ліній, а також інші учасники залізничної системи. Юридично союз зареєстрований згідно з французьким законодавством як некомерційне об'єднання.
Станом на 2020 рік у складі організації понад 200 членів на п'яти земних континентах. Серед них 84 активних члени, 63 афілійованих і 63 асоційованих членів.
Союз має три офіційні мови: французьку, німецьку та англійську. Її штаб-квартира розташована у 15-му окрузі Парижа за адресою вулиця Жана Рея, 16, неподалік від Ейфелевої вежі.
З 10 липня 1992 року «Укрзалізниця» є активним членом цієї організації.

### Органи
- Генеральна Асамблея
- Регіональні збори:
  - Африка
  - Північна Америка
  - Південна Америка
  - Азія
  - Європа
  - Середній Схід
- Виконавча рада
- Президент і віцепрезидент
- Головний виконавчий директор і заступник головного виконавчого директора
- Робочі агентства
  - Платформи
  - Робочі групи
  - Керівні комітети робочих груп
- Спеціальні групи
- Комітет з питань бюджету та аудиту

### Категорії
Після входження до складу Міжнародного союзу залізниць його учасники стають частиною однієї з трьох наступних категорій:
Активні учасники — компанії або організації, державні або приватні, які відповідають наступним вимогам:
- компанія повинна бути залізничним оператором зі спеціальною і діючою залізничною ліцензією, або повинна здійснювати обслуговування / управління залізничною інфраструктурою;
- залізничний бізнес компанії повинен перевищувати лімітований обсяг перевезень, встановлений внутрішнім регламентним документом R1, затвердженим Генеральною Асамблеєю організації.

Асоційовані члени — компанії або організації, державні або приватні, які відповідають всім вимогам для активних учасників, за винятком правила про обсяги залізничних перевезен
Партнерські учасники — компанії або організації, державні або приватні, в тому числі інститути та асоціації, чия залізнична діяльність пов'язана з міськими, приміськими або регіональними залізничними перевезеннями або які здійснюють будь-яку діяльність, пов'язану із залізничною галуззю.

### Члени
Прийняття нового члена в організацію і його спеціальна класифікація в певної категорії зазвичай вирішуються на засіданнях Генеральної Асамблеї союзу. Попри це, сама Асамблея може ігнорувати вимоги до розподілу категорій, якщо вона вважає, що цей крок виправдовує інтереси світової залізничної системи. З іншого боку, регіональні асамблеї або Загальна Виконавча рада можуть тимчасово надати статус члена організації, за умови, що ця умова пізніше буде схвалено Генеральною Асамблеєю.
Постанову про виключення члена союзу може бути прийнято тільки Генеральною Асамблеєю на прохання Регіональної Асамблеї або Виконавчої Ради у відповідь на вагомі аргументи.
Після початку повномасштабного російського вторгнення в Україну одним із напрямків роботи «Укрзалізниці» стало забезпечення усунення залізничних компаній Російських залізниць (рос. РЖД) та Білоруської залізниці (біл. БЧ) від участі у всіх видах діяльності Регіональної Європейської Асамблеї та Генеральної Асамблеї Міжнародного союзу залізниць (МСЗ), яка була першою міжнародною організацією, відповідно постановою Голови МСЗ та Генерального директора 4 березня 2022 року за зверненням «Укрзалізниці» призупинила членство обох залізничних компаній.
У грудні 2022 року постанову щодо усунення остаточно ухвалено та ратифіковано Генеральною Асамблеєю. Не зважаючи на те, що РФ була важливим фінансовим спонсором організації та попри значний тиск з боку представників Китаю, Індії, Монголії, Ірану, Вірменії та Казахстану, постанову було прийнято: «За» проголосували 72 % учасників МСЗ.